# Hassi Khalifa
Hassi Khalifa là một đô thị thuộc tỉnh El Oued, Algérie. Dân số thời điểm năm 2002 là 25.118 người.

## Khí hậu
Hassi Khalifa có khí hậu sa mạc nóng (phân loại khí hậu Köppen BWh), với mùa hè rất nóng và mùa đông ôn hòa.
| Dữ liệu khí hậu của Hassi Khalifa       | Dữ liệu khí hậu của Hassi Khalifa | Dữ liệu khí hậu của Hassi Khalifa | Dữ liệu khí hậu của Hassi Khalifa | Dữ liệu khí hậu của Hassi Khalifa | Dữ liệu khí hậu của Hassi Khalifa | Dữ liệu khí hậu của Hassi Khalifa | Dữ liệu khí hậu của Hassi Khalifa | Dữ liệu khí hậu của Hassi Khalifa | Dữ liệu khí hậu của Hassi Khalifa | Dữ liệu khí hậu của Hassi Khalifa | Dữ liệu khí hậu của Hassi Khalifa | Dữ liệu khí hậu của Hassi Khalifa | Dữ liệu khí hậu của Hassi Khalifa |
| Tháng                                   | 1                                 | 2                                 | 3                                 | 4                                 | 5                                 | 6                                 | 7                                 | 8                                 | 9                                 | 10                                | 11                                | 12                                | Năm                               |
| --------------------------------------- | --------------------------------- | --------------------------------- | --------------------------------- | --------------------------------- | --------------------------------- | --------------------------------- | --------------------------------- | --------------------------------- | --------------------------------- | --------------------------------- | --------------------------------- | --------------------------------- | --------------------------------- |
| Trung bình ngày tối đa °C (°F)          | 17.0 (62.6)                       | 19.6 (67.3)                       | 23.5 (74.3)                       | 27.9 (82.2)                       | 32.8 (91.0)                       | 37.3 (99.1)                       | 41.1 (106.0)                      | 40.2 (104.4)                      | 35.6 (96.1)                       | 29.0 (84.2)                       | 22.2 (72.0)                       | 17.3 (63.1)                       | 28.6 (83.5)                       |
| Trung bình ngày °C (°F)                 | 10.9 (51.6)                       | 13.2 (55.8)                       | 16.6 (61.9)                       | 20.7 (69.3)                       | 25.4 (77.7)                       | 30.1 (86.2)                       | 33.1 (91.6)                       | 32.6 (90.7)                       | 28.7 (83.7)                       | 22.5 (72.5)                       | 16.0 (60.8)                       | 11.5 (52.7)                       | 21.8 (71.2)                       |
| Tối thiểu trung bình ngày °C (°F)       | 4.8 (40.6)                        | 6.8 (44.2)                        | 9.8 (49.6)                        | 13.5 (56.3)                       | 18.0 (64.4)                       | 23.0 (73.4)                       | 25.2 (77.4)                       | 25.0 (77.0)                       | 21.9 (71.4)                       | 16.1 (61.0)                       | 9.9 (49.8)                        | 5.7 (42.3)                        | 15.0 (58.9)                       |
| Lượng Giáng thủy trung bình mm (inches) | 8 (0.3)                           | 8 (0.3)                           | 11 (0.4)                          | 7 (0.3)                           | 6 (0.2)                           | 2 (0.1)                           | 0 (0)                             | 1 (0.0)                           | 6 (0.2)                           | 8 (0.3)                           | 11 (0.4)                          | 8 (0.3)                           | 76 (2.8)                          |
| Nguồn: climate-data.org                 |                                   |                                   |                                   |                                   |                                   |                                   |                                   |                                   |                                   |                                   |                                   |                                   |                                   |